# دنیل مک‌فارلن مور

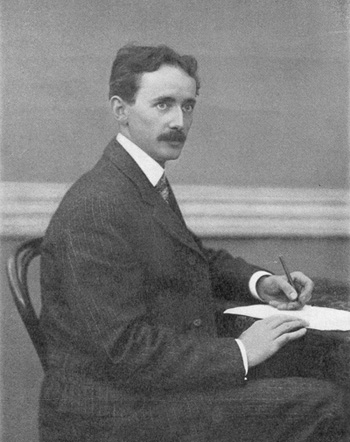
دانیل مک فارلن مور

دانیل مک فارلن مور (متولد ۲۷ فوریه ۱۸۶۹ در نورث آمبرلند، پنسیلوانیا؛ متوفی ۱۵ ژوئن ۱۹۳۶ در ایست اورنج، نیوجرسی) مهندس برق آمریکایی بود. او در اواخر قرن نوزدهم بر روی سیستم‌های روشنایی الکتریکی کار می‌کرد که نتیجه آن اختراع لامپی شد که به نام خود او یعنی لامپ مور ثبت شد و پیش‌درآمدی بود بر لامپهایی که بعدها با نام لامپ مهتابی شناخته می‌شدند.
وی پس از تحصیل از سال ۱۸۹۰ تا ۱۸۹۴ در کمپانی یونایتد ادیسون استخدام شد و پس از آن به طور مستقل با شرکت مور لایت و شرکت مور الکتریک همکاری کرد. او در سال ۱۸۹۵ و سالهای بعد از آن چراغ مور را که در سال ۱۹۰۲ به ثبت رسانده بود بهبود بخشید. مور در مجموع تقریباً ۱۰۰ اختراع ثبت شده داشت. وی علاوه بر اختراع لوله‌های مختلف تخلیه گاز، اختراعات ثبت شده در زمینه فناوری رادیو را هم دارد. مور در ژوئن سال ۱۹۳۶ توسط یک فرد ناشناس در حیاط مقابل گاراژ خود به ضرب گلوله کشته شد.
اختراعات مهم دانیل مک فارلن مور:
- Patent US496366: Electrical Light Display;ثبت ۲۵. آوریل ۱۸۹۳
- Patent US613864: Phosphorescent Electrical Lighting. ثبت 8. November ۱۸۹۸.
- Patent US702319: Electric-tube lamp. ثبت 10. Juni ۱۹۰۲.
- Patent US1014247: F89ire for Join3ts in Vacuum Tubes. ثبت 9. Januar ۱۹۱۲.
- Patent US1316967: Gaseous-Conduction Lamp. ثبت 23. September ۱۹۱۹.